# 格但斯克新莊園縣

54°13′N 19°7′E / 54.217°N 19.117°E
格但斯克新莊園縣（波蘭語：Powiat nowodworski），是波蘭的縣份，位於該國北部，由濱海省負責管轄，首府設於格但斯克新莊園，面積653平方公里，2006年人口35,498，人口密度每平方公里54人。